# Араміс

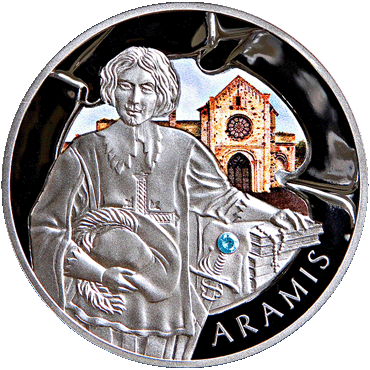
Араміс

Рене д'Ербле Араміс (фр. René d'Herblay 'Aramis') — вигадана особа, герой романів Олександра Дюма «Три мушкетери», «Двадцять років потому» і «Віконт де Бражелон, або Десять років потому». 
Персонаж Араміс був одним з мушкетерів, священником, абатом, генералом Товариства Ісуса і навіть пізніше іспанським герцогом Аламеда. 
Персонаж Араміса базований на реальній особі — Анрі д'Араміц, який народився близько 1620 року. 
Анрі належав до старовиного роду, який вже прославився на військовій службі. Завдяки родству з капітаном мушкетерів де Тревілем в 1641 р. він також стає мушкетером. 1650 року одружився з Жанною де Беарн-Бонасс. У них народилося троє дітей: два сини Арман і Клеман та дочка Луїза. 
Анрі помер у 1674 р. 
Історики припускають, що Анрі можливо зустрічався з іншими мушкетерами д'Артаньяном, Портосом і Атосом, але не збереглося ніяких відомостей про їхню дружбу.